# Farväl till vapnen

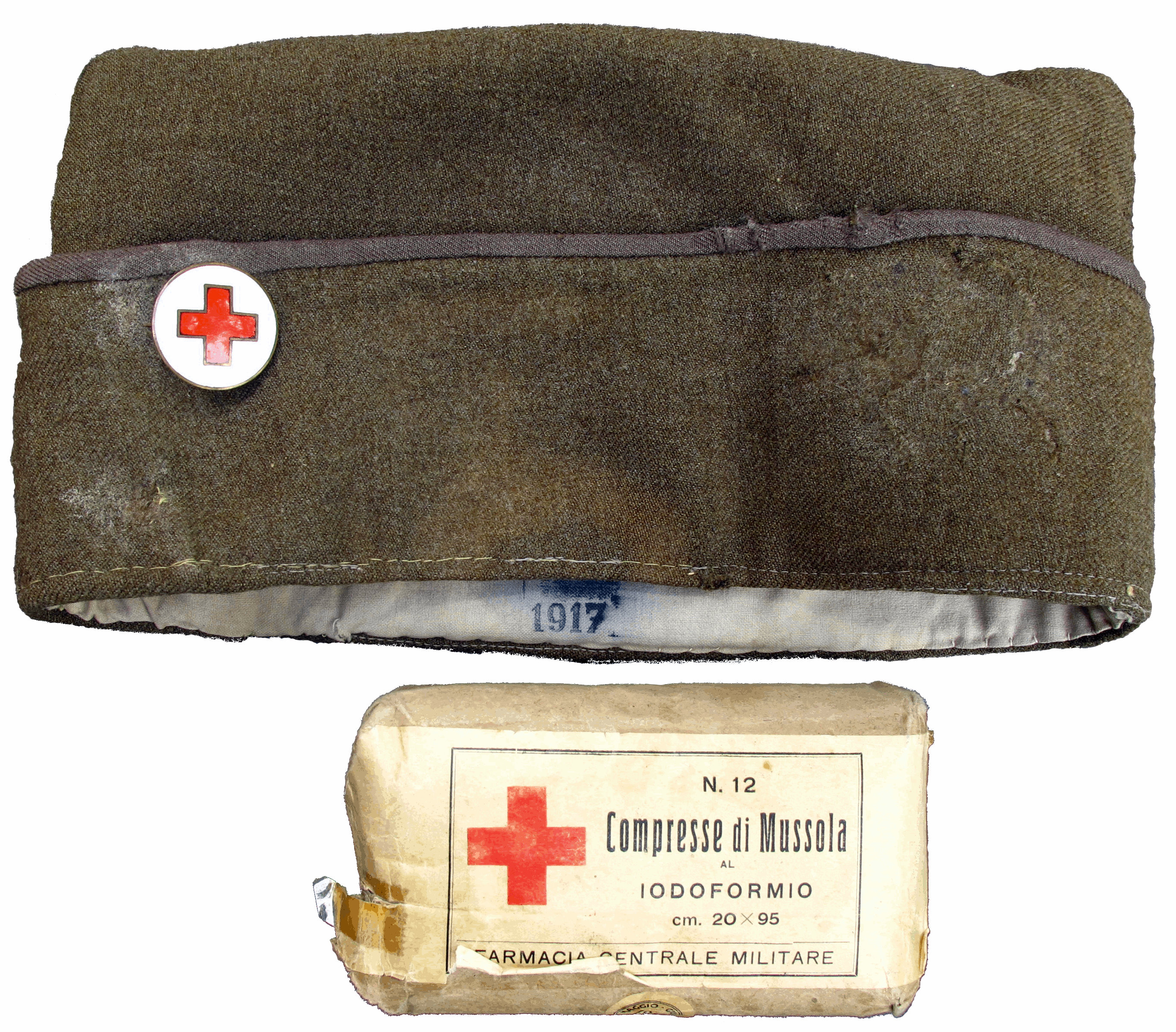
Sjukvårdares mössa från Hemingways ägodelar.

Farväl till vapnen (engelsk originaltitel: A Farewell to Arms) är en roman av Ernest Hemingway, skriven och publicerad 1929. Romanens handling är baserad på Ernest Hemingways egna upplevelser vid italienska fronten under första världskriget. Den första svenska översättningen kom 1932.

## Handling
I norra delarna av Italien rasar det första världskriget sedan många år som en blodig kamp mellan italienska och österrikiska styrkor. I den italienska armén deltar även en ung amerikansk frivillig vid namn Frederic Henry med ansvar för en grupp krigströtta ambulansförare. I den bergsby där han är förlagd lär han snart känna den engelska sjuksköterskan Catherine Barkley, och inom kort inleder de en hektisk romans i skuggan av ett krig som ingen längre tror på.
Under ett italienskt framryckningsförsök nära Isonzo såras amerikanen av en österrikisk granat och blir förflyttad till ett sjukhus i Milano dit även Catherine söker sig. Men medan deras kärlek växer sig allt starkare, förmörkas deras stunder tillsammans i vetskap om att Frederic så snart konvalescensen är över måste återvända till den norditalienska fronten.

## Filmatiseringar
- 1932 Farväl till vapnen, film regisserad av Frank Borzage och med Gary Cooper och Helen Hayes i huvudrollerna.
- 1957 Farväl till vapnen, film regisserad av Charles Vidor och med Rock Hudson och Jennifer Jones i huvudrollerna.
- 1966 A Farewell to Arms, TV-serie regisserad av Rex Tucker och med George Hamilton och Vanessa Redgrave i huvudrollerna.